# Жилой дом А. П. Ермолова
Жилой дом А. П. Ермолова — здание-достопримечательность в Москве — объект культурного наследия федерального значения.
Адрес: Центральный административный округ, улица Пречистенка, дом 20. Район Хамовники.
Охраняется как объект культурного наследия.

## История
Здание было построено в конце XVIII века. По одной из версий, особняк был предназначен для врача Христиана Лодера. Он имел особый способ лечения. Он выгуливал своих пациентов на открытом пространстве, давал им слушать музыку и поил их минеральной водой. Фамилия врача, спроецированная на «бесцельно слоняющихся» богачей, родила в народном сознании слово «лодырь».
Во время Отечественной войны 1812 года дом сильно пострадал от пожара. На его месте было сооружено двухэтажное здание. После войны 1812 года домом владела графиня Орлова. Местные жители видели здесь шутиху «дуру Матрёшку». В тёплое время года, нарумяненная и разодетая в перья и старые платья графини, она сидела у решетки сада, разговаривала с прохожими и посылала им воздушные поцелуи.
В 1851 году хозяином стал генерал А. П. Ермолов, герой Отечественной войны 1812 года. Он собрал в доме богатейшую библиотеку. Здесь Ермолов жил на протяжении 10 лет до самой смерти в 1861 году.
В 1861—1884 годах владельцем был купец 1-й гильдии В. Д. Коншин, затем — В. И. Фирсанова, а с 1900 года — предприниматель-миллионер А. К. Ушков.
При Коншине в 1873 году особняк был перестроен архитектором А. С. Каминским. При Ушкове после 1910 года был переделан фасад, получивший новый декор. Дом стал одним из самых роскошных в городе. Внутри особняка разместили зал для репетиций, на стенах которого висели зеркала. Они предназначались для балерины Александры Михайловны Балашовой.
После 1917 года здесь жила и работала танцовщица Айседора Дункан, которая устроила в доме хореографическую школу-студию. Здесь же вскоре после свадьбы поселился и её муж Сергей Есенин, который проживал в доме до 1924 года.
В 1999 году дом реставрировали.
В XXI веке в доме находится Главное управление по обслуживанию дипломатического корпуса при МИД России.

## Архитектура
В основе здание конца XVIII в., первоначально выдержано в стиле классицизма. Информация о том, что архитектором был Матвей Фёдорович Казаков — ошибочна (дом А. П. Ермолова, построенный Казаковым, находился на Тверской улице). Кроме того, современный облик здания относится к последующей эпохе. В 1873 — фасады были перестроены архитектором А. С. Каминским. Сохранив ордерность, дом утратил черты классицизма и преобразился в соответствии с формами эклектики. Очевидно, к следующему этапу относятся новые дополнения в виде пышного декора с преобладанием мотивов необарокко и неорококо. После приобретения особняка А. К. Ушковым дом в очередной раз подвергся переделке, приобретя явное сходство с домом Ушкова в Казани, выполненного по проекту архитектора Карла Мюфке. Стены здания богато украшены лепкой: грифонами, орлами, львами, а также ветвями дуба и лавра.

## В филателии

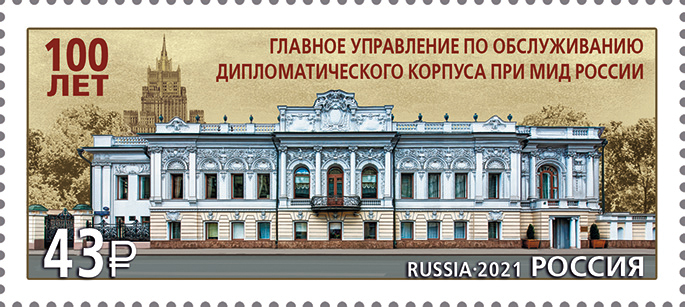
Марка Почты России, 2021 год

В 2021 году Почтой России была выпущена марка, посвященная 100-летию Главного производственно-коммерческого управления по обслуживанию дипломатического корпуса при Министерстве иностранных дел Российской Федерации, на котором изображен дом.